# 蒂耶尔站
蒂耶尔站，又译梯也尔站，是法国的一个铁路车站，位于法国中南部城市蒂耶尔。

## 位置
蒂耶尔站位于蒂耶尔市区的西北部，克莱蒙费朗－卢瓦尔河畔圣瑞斯特铁路45.862公里处。车站大致呈西北-东南走向，开口朝西南。
因蒂耶尔站距离蒂耶尔市区相对较偏，因此使用该站的乘客数量并不多，而途径蒂耶尔的多条长途汽车线路仅在蒂耶尔市中心停靠。

## 历史
蒂耶尔站建成于1872年5月15日。
自2016年6月起，克莱蒙费朗－卢瓦尔河畔圣瑞斯特铁路蒂耶尔以东的路段关闭，前往圣艾蒂安方向需要乘坐大巴车。

## 停靠线路
以下列车线路在蒂耶尔站停靠：
| 蒂耶尔站列车线路表 |      |        |          |                                                          |
| 线路               | 车种 | 上一站 | 下一站   | 运行频率                                                 |
| 克莱蒙费朗—蒂耶尔  | TER  | 多尔桥 | （终点） | - 工作日：每天往返9趟 - 周六：每天往返2~4趟 - 周日：停运 |

## 配套交通

### 长途客车
| 停靠蒂耶尔站及附近的大巴车 |                  | |
| 上下车地点                 | 运营单位         | 主要线路及目的地 |
| 蒂耶尔站门口               | SNCF Car TER     | 11 克莱蒙费朗 · 努瓦雷塔布勒 · 蒙布里松 · 圣艾蒂安 19 维希 · 圣约尔 · 皮纪尧姆 · 韦尔托莱伊 · 昂贝尔 · 阿尔朗克 当铁路线施工或罢工时，SNCF可能也会提供途径该线路沿途站点的大巴车 |
| 蒂耶尔市政厅               | 多姆山省城际客运 | 1：克莱蒙费朗 · Beauregard · 勒祖 · La Monnerie · 沙布尔洛什 |
| 1. 2. 3. 4.                |                  | |

### 城市公共交通
| 蒂耶尔站附近的市内公共交通线路 |              |                                                                                                   |
| 公交车站名称                   | 位置         | 停靠线路                                                                                          |
| Gare SNCF 火车站               | 蒂耶尔站门口 | 1 蒂耶尔-职业高中 ↔ 蒂耶尔-商业中心 / 佩沙杜瓦尔-镇中心 Navette 蒂耶尔-沙斯代勒广场（单循环线路） |
| 1. 2.                          |              |                                                                                                   |

### 社会车辆
蒂耶尔站门口设有社会车辆停车场，可停放约20辆小型汽车。

## 临近车站
| 蒂耶尔站（Gare de Thiers）     |                                    |          |
| 上行车站                       | 线路                               | 下行车站 |
| 多尔桥站 11.8km ←              | 克莱蒙费朗－卢瓦尔河畔圣瑞斯特铁路 | （终点） |
| - 本表仅显示运营中的线路及车站 |                                    |          |